# Zuid-Amerikaanse snip
De Zuid-Amerikaanse snip (Gallinago paraguaiae) is een vogel uit de familie van strandlopers en snippen (Scolopacidae).

## Verspreiding en leefgebied
Deze soort komt wijdverspreid voor in Zuid-Amerika van Trinidad, Colombia via de Guiana's, zuidelijk tot noordelijk Argentinië en Uruguay.